# Centre commercial Goodman
Le centre commercial Goodman (finnois : Kauppakeskus Goodman) est un centre commercial du quartier de Hämeensaari à  Hämeenlinna en Finlande.

## Présentation
Le centre est construit en face de la caserne de Finlande et au-dessus de la route nationale 3, qui traverse la ville.
Le centre commercial a ouvert le 30 octobre 2014 et il compte 70 boutiques.
Dans la phase initiale, le centre commercial a été mis en œuvre par la ville d'Hämeenlinna, l'Agence des infrastructures de transport de Finlande, le centre Ely du Häme, l'Université des sciences appliquées HAMK et l'entreprise de construction NCC (fi).  
En mai 2012, Keva a acheté le centre commercial de NCC et l'a renommé Goodman en novembre 2013 en mémoire d'Irwin Goodman.
Selon Keva, Irwin Goodman est probablement le plus célèbre habitant d'Hämeenlinna au XXe siècle.